# Peter Fraser (baron Fraser de Carmyllie)
Peter Lovat Fraser (29 mai 1945-22 juin 2013) est un homme politique et avocat écossais .

## Jeunesse et famille
La mère de Peter Fraser est décédée à l'âge de 12 ans alors qu'il vivait en Zambie, où son père est pasteur. Anthony Eden, alors Premier ministre, est intervenu à la demande d'un ami de la famille, Brendan Bracken pour aider Fraser à obtenir une bourse pour la Loretto School, Musselburgh, East Lothian, l'école privée où Eden était administrateur . Il est diplômé de BA (Hons) et LLM (Hons), Gonville & Caius College, Cambridge, avant de se rendre à l'Université d'Édimbourg. Il est admis à la Faculté des avocats en 1969 et en 1972, il enseigne à temps partiel en droit constitutionnel à l'Université Heriot-Watt pendant deux ans. En 1979, il est nommé conseiller principal permanent pour le ministère des Affaires étrangères et du Commonwealth et est devenu Conseiller de la reine en 1982.
En 1969, il épouse Fiona Murray Mair . Le couple a trois enfants: Jane, Jamie et Katie .

## Homme politique conservateur
Fraser se présente à Aberdeen North en octobre 1974, mais est battu par Robert Hughes, du Labour.
Il est élu député conservateur et unioniste de South Angus en 1979, et siège à la Chambre des communes jusqu'en juin 1987 (à partir de 1983, représentant East Angus). Il est Secrétaire parlementaire privé de George Younger, secrétaire d'État pour l'Écosse. En 1982, il est nommé Solliciteur général pour l'Écosse par Margaret Thatcher et est devenu Lord Advocate en 1989. Il est créé pair à vie en tant que baron Fraser de Carmyllie, de Carmyllie dans le district d'Angus le 10 février 1989  et est nommé membre du Conseil privé la même année.

## Attentat de Lockerbie
Pendant son mandat d'officier supérieur de justice en Écosse, il est directement responsable de la conduite de l'enquête sur le bombardement du vol Pan Am 103. Lord Fraser rédige l'acte d'accusation de 1991 contre les deux accusés libyens et émet des mandats d'arrêt. Mais cinq ans après le procès de l'attentat à la bombe contre le vol Pan Am 103, quand Abdelbaset al-Megrahi est reconnu coupable de 270 chefs d'accusation de meurtre, il met en doute la fiabilité du principal témoin à charge, Tony Gauci.
Lord Advocate, Colin Boyd, qui est procureur en chef au procès de Lockerbie, réagit en disant: "C'est Lord Fraser qui, en tant que Lord Advocate, a engagé la poursuite de Lockerbie. À aucun moment, ni depuis, il n'a transmis de réserves sur un aspect quelconque des poursuites à ceux qui ont travaillé sur l'affaire ou à quiconque au parquet. " Boyd demande à Lord Fraser de clarifier son attaque apparente contre Gauci en publiant une déclaration publique d'explication.
William Taylor QC, qui défend Megrahi lors du procès et de l'appel, déclare que Lord Fraser n'aurait jamais dû présenter Gauci comme témoin à charge.

## Fin de carrière
Fraser siège pour le Royaume-Uni à la fois devant la Cour de justice européenne à Luxembourg et la Cour européenne des droits de l'homme à Strasbourg .
Le baron Fraser est élu président de l'association caritative Attend  (alors Association nationale des hôpitaux et des amis de la communauté) et occupe ce poste de 1989 jusqu'à son décès en 2013.
De 1992 à 1995, il est ministre d'État au Scottish Office chargé des affaires intérieures et de la santé. Il est ensuite ministre d'État au ministère du Commerce et de l'Industrie, chargé de la promotion des exportations et des investissements à l'étranger, avec un accent particulier sur l'industrie pétrolière et gazière. En 1996, il est devenu ministre de l'Énergie .
En mai 2003, le premier ministre Jack McConnell annonce une importante enquête publique sur la gestion du projet de bâtiment du Parlement écossais, dirigé par Lord Fraser. L'enquête a entendu des témoignages d'architectes, de fonctionnaires, de politiciens et d'entreprises de construction .
En août 2007, il est nommé à la Scottish Broadcasting Commission établie par le Gouvernement écossais .
Il est membre du Comité mixte parlementaire des droits de l'homme et vivait à Regent Terrace à Édimbourg.
Il est décédé le 22 juin 2013 .